# Graciela Naranjo
Graciela Naranjo (* 25. Dezember 1916 in Maiquetía; † 11. April 2011) war eine venezolanische Sängerin und Schauspielerin.
Naranjo war die erste Frau, die in Venezuela als Bolerosängerin erfolgreich war; sie wurde berühmt als „La Señora Bolero“. Fünfzehnjährig debütierte sie in der Pionierzeit des Rundfunks in Venezuela beim Radiosender von Caracas. Sie arbeitete mit dem kubanischen Orquesta Anacaona zusammen, trat unter der Leitung von Billo Frómeta, Luis Alfonzo Larrain, Chicho Sanoja, Eduardo Serrano, Jesús Pallás, Rafael Minaya und Evencio Castellanos, mit Instrumentalisten wie Aldemaro Romero, Lorenzo Rubalcaba und Akilio Díaz und Sängerkollegen wie Celia Cruz, Bobby Capó, Pedro Vargas und Carlos Gardel auf.
Sie wirkte als Schauspielerin – u. a. neben Amador Bendayán und Alfredo Sadel – in mehreren Kinofilmen mit (Romance Aragueño, 1939, Misión Atómica, 1947, A la Habana me voy, 1949) auf und hatte im Fernsehen ein eigenes Programm: Contraste Musical. 1961 beendete sie aus persönlichen Gründen ihre Laufbahn als Sängerin und Schauspielerin. Die Produzenten Federico Pacanis und Roberto Obeso und ihr Sohn Alberto überzeugten sie, 1995 in die Aufnahmestudios zurückzukehren. Es entstanden die CDs Los Cantos de Corazón und 1998 mit Rafa Galindo El Legado.